# Domancy
Domancy (AFI: [dɔmɑ̃si]) è un comune francese di 2 236 abitanti situato nel dipartimento dell'Alta Savoia della regione dell'Alvernia-Rodano-Alpi.
Qui si trova la fabbrica di abbigliamento e attrezzature sportive Quechua.

## Società

### Evoluzione demografica
Abitanti censiti